# Casa-fàbrica Miquel Capdevila
|  | No s'ha de confondre amb Fàbrica Armengol-Capdevila. |

La casa-fàbrica Miquel Capdevila era un edifici situat al carrer de la Cadena, 16 del Raval de Barcelona, avui desaparegut.

## Història
El 1798, Josep Anton Martí i Creus va presentar el projecte d'obertura d'un carrer entre els de la Cadena i de la Riereta. Aquest, que s'anomenaria de Sant Antoni de Pàdua, va quedar interromput al de Sant Jeroni, i actualment ha estat obliterat per la Rambla del Raval. El 1828, el seu fill Josep Maria de Martí i de la Penya va establir en emfiteusi un parcel·la al carrer de la Cadena a Miquel Capdevila i Grasses, on aquest va fer construir un edifici de planta baixa, entresol i dos pisos, segons el projecte del mestre de cases Bernat Pou. El desembre del mateix any, Capdevila va tornar a demanar permís per a aixecar-hi un tercer pis, segons el projecte del mateix autor.
El 1829, Capdevila figurava al Padró de fabricants com a filador de cotó al carrer de la Cadena, 60 (antic) amb 10 màquines berguedanes, i el 1842, figurava a la Guía de forasteros en Barcelona amb una filatura i una fàbrica de teixits de cotó al número 23 (modern 16) del mateix carrer. En aquesta època, Capdevila va vendre la casa-fàbrica a Miquel Mata i Marquès (†1844), que va encarregar-ne al mestre d'obres Antoni Valls i Galí la conversió en casa de veïns.
El 1863 hi havia la lampisteria i foneria de bronze de Vila i Carabent: «Cadena, 16. Fundicion de bronces y elaboracion de metales. Latoneria. Depósito y construccion de bombas para incendios, riegos y usos domésticos. Aparatos, llaves y piezas sueltas para gas. Fundicion de metal blanco con privilegio real esclusivo. Espediciones á todos puntos. Sres. Vila y Carabent.» Posteriorment, el negoci va passar a mans de Josep Julibert, que a principis del segle xx es va traslladar a l'Eixample: «Julibert (J) fáb. de lampistería y latonería, para toda clase de alumbrados, Consejo de Ciento, 294 (antes Cadena 16).»
Finalment, l'edifici, afectat pel PERI, va ser enderrocat el 1999 per a l’obertura de la Rambla del Raval.

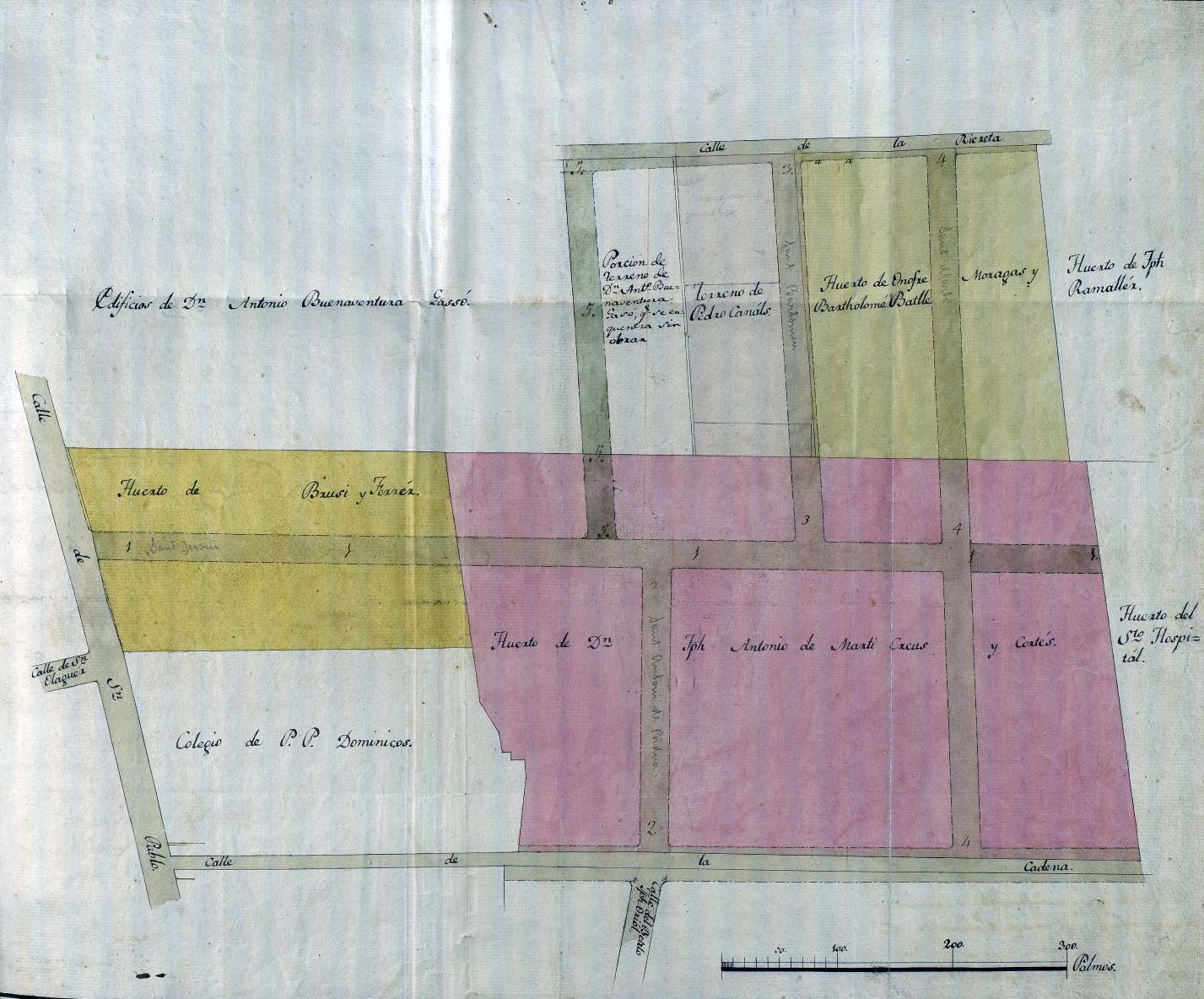
Projecte d'obertura dels carrers de Sant Jeroni, Sant Bartomeu, Sant Martí i Sant Antoni de Pàdua (1807)

## Referències

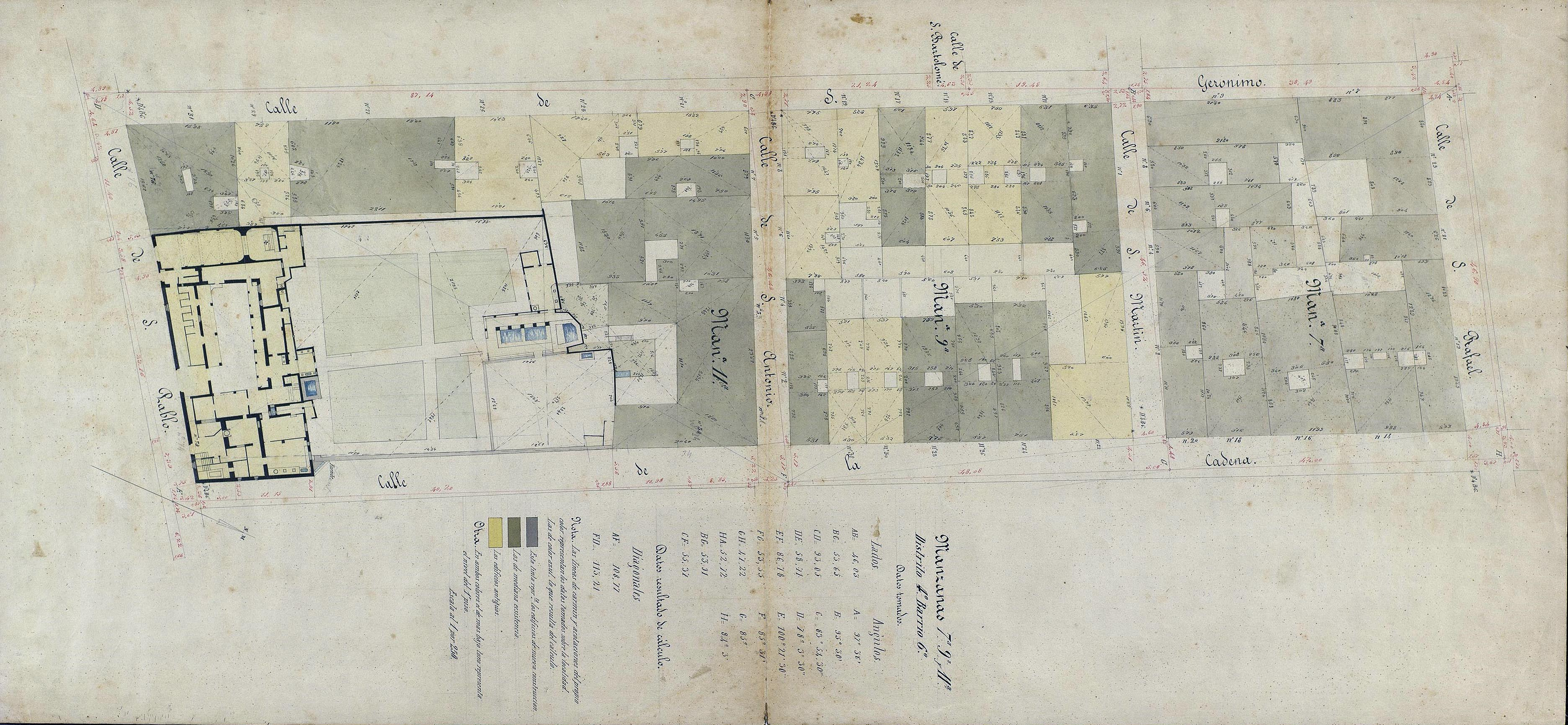
Quarteró núm. 101 de Garriga i Roca (c. 1860)